# Pignols
Pignols är en kommun i departementet Puy-de-Dôme i regionen Auvergne-Rhône-Alpes i centrala Frankrike. Kommunen ligger i kantonen Vic-le-Comte som tillhör arrondissementet Clermont-Ferrand. År 2022 hade Pignols 340 invånare.

## Befolkningsutveckling
Antalet invånare i kommunen Pignols
| Referens: INSEE |